# Gary Sinise

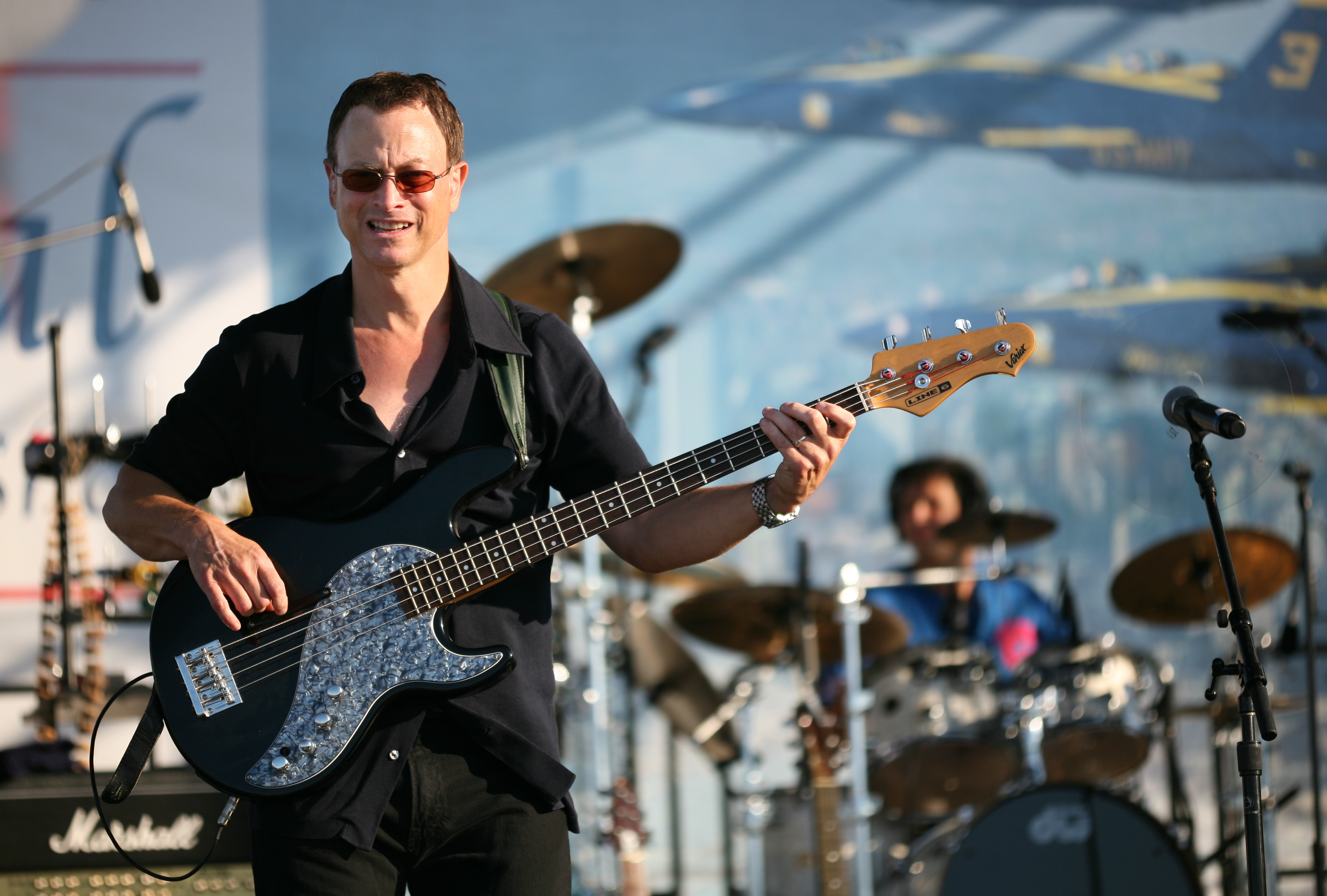
Gary Sinise på scen som musiker, 2008.

Gary Alan Sinise, född 17 mars 1955 i Blue Island i Illinois, är en amerikansk skådespelare, film- och TV-regissör samt musiker. Han fick sitt genombrott med rollen som löjtnant Dan Taylor i filmen Forrest Gump från 1994. Mest känd från tv-serien CSI:NY som Mac Taylor.

## Filmografi (i urval)
- 1988 – Miles from Home (regi)
- 1992 – I månens klara sken
- 1992 – Möss och människor (även regi)
- 1993 – Jack the Bear
- 1994 – Pestens tid (TV-serie) (fyra avsnitt)
- 1994 – Forrest Gump
- 1995 – Apollo 13
- 1995 – Snabbare än döden
- 1995 – Truman
- 1996 – Ransom
- 1996 – Albino Alligator
- 1997 – George Wallace
- 1998 – Snake Eyes
- 1999 – Den gröna milen
- 2000 – Dubbelspel
- 2000 – Mission to Mars
- 2001 – Enemy of the Earth
- 2003 – The Human Stain
- 2004 – The Forgotten
- 2004 – The Big Bounce
- 2004–2013 – CSI: New York (TV-serie) (197 avsnitt)
- 2006 – Boog & Elliot - Vilda vänner (röst)
- 2014 – Captain America: The Winter Soldier (röst)
- 2020 – Tretton skäl varför (TV-serie) (10 avsnitt)

## Kuriosa
- I filmen Apollo 13 spelar Gary Sinise astronauten Ken Mattingly som fyller år samma dag som han själv, alltså 17 mars.